# Needle (otok)
Otok Needle je hrid 400 metara zapadno od sjevernog kraja otoka McDonald u otočju McDonald, u australskom vanjskom teritoriju Otok Heard i otočje McDonaldg. Istražila ga je ANARE ( Australska nacionalna antarktička istraživačka ekspedicija ) 1948. godine i dala mu ovo opisno ime.